# Anna Bella Geiger
Anna Bella Geiger (née en 1933 à Rio de Janeiro au Brésil) est une artiste multidisciplinaire brésilienne d'ascendance judéo-polonaise, reconnue pour son travail, caractérisé par l’utilisation de différents médias.

## Biographie
Originaire d'Ostrowiec Świętokrzyski, en Pologne, les parents d'Anna Bella Geiger déménagent au Brésil dix ans avant sa naissance.
Anna Bella Geiger obtient d'abord un diplôme en littérature et en langue à l'université fédérale de Rio de Janeiro, puis, dans les années 1950, elle étudie l'art à l'Instituto Fayga Ostrower.
En 1954, elle s'installe à New York où elle suit des cours d'histoire de l'art du Metropolitan Museum of Art avant de repartir pour Rio de Janeiro, l'année suivante. En 1965, elle participe à un atelier libre de gravure au Museo de Arte Moderno, où elle côtoie d'autres élèves devenus des artistes réputés comme Ruth Bess et Anna Letycia Quadros (en). Elle commence à y enseigner trois ans plus tard.
Elle retourne à New York en 1969 pour donner des cours à la Columbia University, avant de se réinstaller définitivement au Brésil en 1970. Depuis, elle est professeure à  l'Escola de Artes Visuais Parque Lage.

## Œuvre
Connue comme peintre, Anna Bella Geiger abandonne ce support, au milieu des années 1960, pour expérimenter d’autres médiums plus aptes à rendre compte du contexte social mouvementé de l'époque. Elle commence ainsi à s'intéresser aux films Super 8 et à la vidéo. Jusque-là associée à l'art abstrait, Anna Bella Geiger commence, dans les années 1970, à inclure des éléments figuratifs à ses œuvres. Sa pratique se diversifie grâce à la gravure photographique, au photomontage, à l'assemblage, à la sculpture et à la vidéo.
Dans les années 1980, Anna Bella Geiger se concentre sur la peinture, puis, au début des années 1990, sur des images cartographiques moulées en métal et sur des constructions de boîtes à archives en fer incorporant des métaux tressés et des peintures à la cire chaude.
En plus de la peinture et de la gravure, son travail actuel combine l'art de l'installation et la vidéo. À Rio de Janeiro en 2006, l'artiste met au point l'installation Circé, qui comprend un modèle réduit de ruines de l’Égypte ancienne et une vidéo de performance; l'installation est recréée en 2009.
En 1987, Anna Bella Geiger publie, avec le professeur et critique d’art Fernando Cocchiarale l'ouvrage : Abstracionismo geométrico e informal : a vanguarda brasileira nos anos cinquenta (Abstraction géométrique et informelle : l'avant-garde brésilienne dans les années 1950).
En 2005, les travaux de l'artiste sont inclus dans la revue électronique Confraria do Vento, publiée par Márcio-André, Victor Paes et Ronaldo Ferrito, en collaboration avec le département d'études supérieures de l'Université fédérale de Rio de Janeiro.
En 1983, Anna Bella Geiger devient membre de la John Simon Guggenheim Memorial Foundation.
En 2023, Ana Bella Geiger a participé à Bienalsur (Biennale Internationale d’Art Contemporain du Sud), prenant part à deux expositions collectives. Son travail a été présenté dans « Entre nosotros y los otros: Juntos Aparte », à la Casa de América à Madrid, en Espagne, ainsi que dans Rompecabezas, au Musée de l'Universidad Nacional de Tres de Febrero, Centro de Arte Contemporáneo y Museo de la Inmigración – siège Hotel de Inmigrantes, à Buenos Aires, en Argentine.

## Collections
Les œuvres d'Anna Bella Geiger sont présentes dans les collections du Museum of Modern Art de New York, du Victoria and Albert Museum de Londres, du musée national d'Art moderne - Centre Georges-Pompidou à Paris, du musée Fogg de Cambridge, de la Fondation Getty à Los Angeles, du Museu Serralves à Porto, de l'Association d'art de Francfort, de Francfort-sur-le-Main, du Museo Nacional Centro de Arte Reina Sofía à Madrid, du Museum of Contemporary Art de Chicago et du National Museum of Women in the Arts à Washington.